# 戟唇石豆兰
戟唇石豆兰（学名：Bulbophyllum hastatum）为兰科石豆兰属下的一个种。

## 扩展阅读
- 維基物種上的相關：戟唇石豆兰